# Гімн Сент-Кіттсу і Невісу
«О, прекрасна наша країна, де панує мир!» — державний гімн Федерації Сент-Кіттс і Невіс. Автор віршів і музики — Кенрік Джорджес. Прийнятий в 1983 році.

## Текст
O Land of Beauty!
Our country where peace abounds,
Thy children stand free
On the strength of will and love.
With God in all our struggles,
Saint Kitts and Nevis be,
A nation bound together,
With a common destiny.
As stalwarts we stand,
For justice and liberty.
With wisdom and truth,
We will serve and honor thee.
No sword nor spear can conquer,
For God  will sure defend.
His blessings shall forever,
To posterity extend.